# لواء صلاح الدين الأيوبي
كان لواء صلاح الدين الأيوبي مجموعة متمردة مسلحة من الأكراد في سوريا قاتلت في الحرب الأهلية السورية كجزء من الجيش السوري الحر. تشكلت الجماعة في مايو 2012 وسميت على اسم الزعيم الإسلامي الكردي السابق صلاح الدين الأيوبي، وتولى قيادتها النقيب بيوار مصطفى المنشق من الجيش السوري وقاتلت قوات الحكومة السورية في مدينة حلب وحولها. كما عارضت بشدة حزب الاتحاد الديمقراطي الذي يتزعمه الأكراد، واشتبكت مع وحدات حماية الشعب ووحدات حماية المرأة التابعة لحزب الاتحاد الديمقراطي عدة مرات.

## الأيديولوجيا
على الرغم من أن أغلبية المقاتلين في لواء صلاح الدين الأيوبي كانوا أكراد، فإن المجموعة ضمت أيضا عرب وتركمان. وقال النقيب بيوار مصطفى، قائد الجماعة، خلال مقابلة أجريت في فبراير 2013: «إننا نؤمن بالديمقراطية، وبالحقوق المتساوية للجميع، وبالتمثيل. هذا هو تلقائيا ضد الطائفية. نحن الجيش السوري الحر لكل السوريين، وليس لمجموعة واحدة فقط، والأكراد في ذلك قوة معتدلة». وقال المقدم شوقي عثمان، وهو قائد آخر في المجموعة، «نريد حكومة مدنية وديمقراطية تعامل الجميع على قدم المساواة».
وعلى الرغم من الخلافات الأيديولوجية، تعاون لواء صلاح الدين الأيوبي بشكل وثيق مع الجماعات الإسلامية المتمردة، بما في ذلك لواء التوحيد ولواء أحرار سوريا. ودافعت الجماعة عن هذا التحالف بدعوى أنه وسيلة لهم «لتسديد مستحقاتها للثورة». كما قاتلت إلى جانب جبهة النصرة السلفية الجهادية. لكن النقيب مصطفى قال: «أقسم بالله، إذا أراد بعض المتطرفين الذهاب لقتل العلويين، سنقاتل بأسلحتنا ونموت للدفاع عن العلويين لأننا الجيش لكل السوريين».
وردا على اتهامات بأن لواء صلاح الدين الأيوبي يخدم أجندة تركيا، أجاب مصطفى قائلا: «أولا، أنا كردي. أنا فخور بأمتي. لست بحاجة إلى تركيا أو أي دولة أخرى لترشدني». وبالإضافة إلى ذلك، نفى مصطفى أي انتماء إلى جناح صلاح بدر الدين في حزب الحرية الكردي.
كما ذكر مصطفى في أغسطس 2013 أنه بسبب الخلافات الأيديولوجية، لن ينضم إلى «أي مشروع كردي يحتوي على وحدات حماية الشعب». وزعم المقدم عثمان أن حزب الاتحاد الديمقراطي وحزب العمال الكردستاني كانا متحالفين مع الحكومة السورية. ووصف محمد سليمان، وهو ناشط يعمل مع لواء صلاح الدين الأيوبي، حزب العمال الكردستاني «مرتزقة ومجرمين». وعلى الرغم من ذلك، قال: «إذا كان الاختيار بين جبهة النصرة أو حزب العمال الكردستاني، فإنني سأختار حزب العمال الكردستاني دائماً».

## التاريخ

### التأسيس والأنشطة المبكرة
تم تشكيل كتيبة صلاح الدين الأيوبي في مايو 2012 على يد مجموعة من المتمردين الأكراد المسلحين، من بينهم طلاب جامعيون، في قرية بالقرب من عفرين. وفي 12 مايو، انشق النقيب بيوار مصطفى، وهو مهندس عسكري في الجيش السوري، للانضمام إلى الجيش السوري الحر في مدينة الرستن. وكان مصطفى من بين ضباط الجيش السوري الحر الذين التقوا بأعضاء بعثة الأمم المتحدة للمراقبة في سوريا في الرستن.
وفي وقت لاحق في منتصف عام 2012، اتصل مصطفى بأعضاء كتيبة صلاح الدين الأيوبي ووصل إلى عفرين للانضمام إلى الجماعة كقائد لها. وبعد انضمام المزيد من المقاتلين إلى الجماعة، أعيدت تسميتها باسم لواء صلاح الدين الأيوبي. شاركت في اشتباكات ضد القوات الحكومية حول حلب، قبل دخول المدينة نفسها والمشاركة في معركة حلب. قاتلت المجموعة بقيادة النقيب مصطفى في أحياء كرم الجبل والأشرفية والخالدية وبني زيد في مدينة حلب. كما شاركت في حصار قاعدة منغ الجوية وحصار نبل والزهراء، وتعاونت مع كتيبة آزادي على طول خط المواجهة جنوب مطار حلب الدولي.
في 26 أكتوبر 2012، اندلعت اشتباكات بين وحدات حماية الشعب وجماعات متمردة أخرى، بما في ذلك لواء صلاح الدين الأيوبي، في حي الأشرفية في حلب. وخلال الاشتباكات التي وقعت في 1 نوفمبر، استولى لواء صلاح الدين الأيوبي على نوجين ديريك، وهي قائدة في وحدات حماية الشعب. غير أن الجماعة نفت تورطها في الاشتباكات، وذكرت أنها لا تريد محاربة وحدات حماية الشعب في المناطق الكردية. وفي 5 نوفمبر، تم التوقيع على اتفاق لوقف إطلاق النار بين وحدات حماية الشعب وحزب الاتحاد الديمقراطي والجيش الحر في حلب، ينص على إطلاق سراح الأسرى والتعاون الأوثق في المعركة ضد حكومة الأسد. أطلق سراح ديريك بعد 5 أيام.

### الأنشطة اللاحقة والانحلال

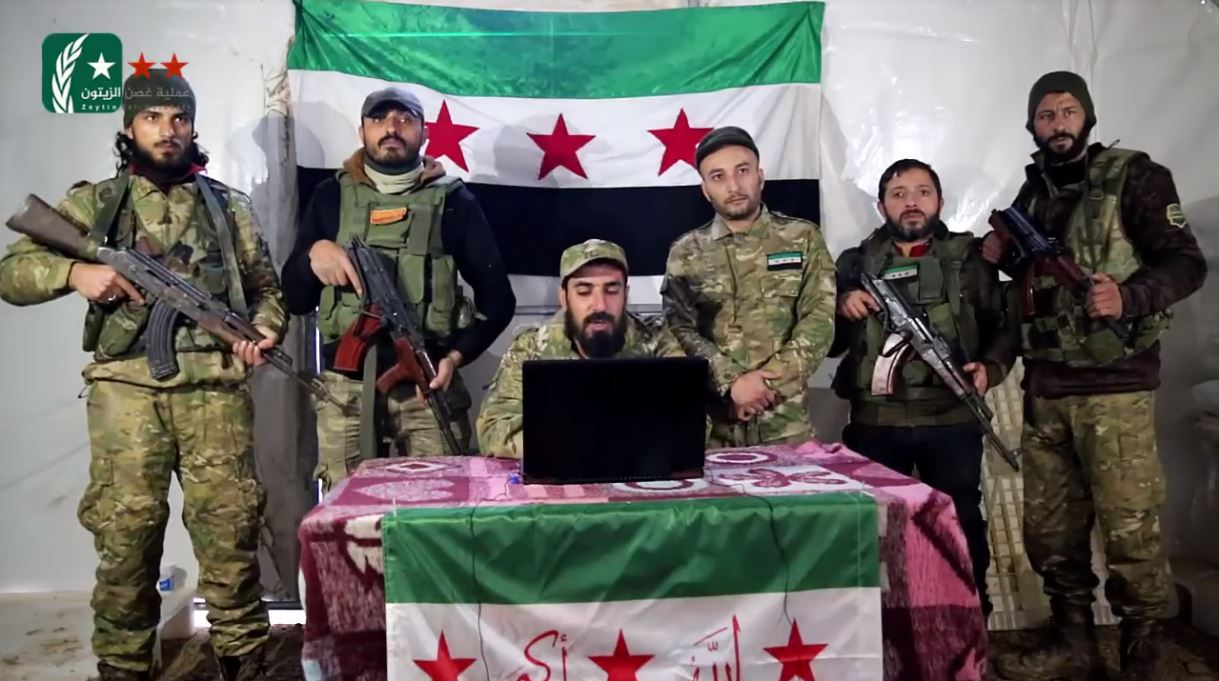
يعتبر الكابتن بيوار مصطفى، القائد السابق للواء صلاح الدين الأيوبي، المقاتلين الأكراد في الجيش السوري الحر المدعوم من تركيا (الذين صوروا يشاركون في العملية العسكرية التركية في عفرين) «مرتزقة».

في 15 أبريل 2013، اختطفت أطراف مجهولة ثمانية ضباط عسكريين كرديين منشقين من سوريا، بمن فيهم المقدم شوقي عثمان من لواء صلاح الدين الأيوبي، على الحدود السورية العراقية. وكان الضباط متوجهين إلى كردستان العراق للانضمام إلى البيشمركة. اتهم أحد أقارب الضباط حزب الاتحاد الديمقراطي بالتورط في عمليات اختطافهم.
وفي سبتمبر 2013، تجددت الاشتباكات بين وحدات حماية الشعب وحليفتها، جبهة الأكراد، وجماعات متمردة أخرى في حلب، بما في ذلك لواء صلاح الدين الأيوبي، التابع للمجلس الثوري الكردي السوري (كوملة). وفي 19 سبتمبر، شكلت الفرقة 16، وكان لواء صلاح الدين الأيوبي عضوا فيها.
واعتبرت وكالة أنباء فرات الموالية لحزب الاتحاد الديمقراطي مقاتلي الجماعة «مرتزقة»، كما اعتُبرت الفرقة 16 نفسها «عصابات إجرامية» من قبل بعض سكان حلب، مما أدى إلى تعرض الجماعة لهجوم من قبل تنظيم الدولة الإسلامية في العراق والشام منذ أكتوبر 2013. وفي إطار الفرقة 16، قاتل لواء صلاح الدين الأيوبي داعش في حلب في نهاية عام 2013.
في 4 أبريل 2014، انضم المجلس الثوري الكردي السوري (كوملة)، بعد أن غادر الفرقة 16، إلى جبهة ثوار سوريا. ووصف النقيب بيوار مصطفى في بيان انضمامه، حزب الاتحاد الديمقراطي بأنه «أدوات القمع والترهيب من قبل نظام الأسد». وعلى الرغم من ذلك، أعلن مصطفى وكوملة عن تضامنهما مع كوباني عندما هاجم تنظيم الدولة الإسلامية المدينة في سبتمبر 2014، وطالبا جبهة ثوار سوريا بتقديم المساعدة العسكرية للقوات التي تقودها وحدات حماية الشعب التي تقاتل ضد هجوم تنظيم الدولة الإسلامية. انسحبت كوملة من جبهة ثوار سوريا في 6 أكتوبر عندما لم تستجب.
في عام 2015، ألقى النقيب بيوار مصطفى أسلحته، وظهر لواء صلاح الدين الأيوبي آخر مرة في يوليو 2015. وخلال العملية العسكرية التركية في عفرين في أوائل عام 2018، وصف مصطفى مقاتلي الجيش السوري الحر المشاركين في الهجوم بأنهم «مرتزقة» و«أداة في أيدي أسيادهم، حتى ضد أقاربهم». وقال أيضا أن «كلا الجانبين سيخسران».